# Alcomon superciliosum
Alcomon superciliosum е вид ракообразно от семейство Potamidae.

## Разпространение
Видът е разпространен в Индия (Аруначал Прадеш) и Мианмар.